# Langschnauzen-Korallenwächter
Der Langschnauzen-Korallenwächter oder Langschnauzen-Büschelbarsch (Oxycirrhites typus) ist ein Fisch aus der Familie der Büschelbarsche (Cirrhitidae) und gehört somit zu den Barschverwandten (Percomorphaceae). Es ist die einzige Art der Gattung Oxycirrhites.

## Merkmale
Langschnauzen-Korallenwächter haben eine langgestreckte, seitlich zusammengedrückte Gestalt. Typisch ist die lang ausgezogene Schnauze. Die Fische haben bei weißer Grundfarbe ein karoartiges Muster aus senkrechten und waagrechten roten Streifen. Sie werden 10 bis 13 Zentimeter lang, Weibchen bleiben kleiner.

## Vorkommen
Langschnauzen-Korallenwächter kommen im Roten Meer und im tropischen Indopazifik, von Ostafrika bis nach Japan, Hawaii, dem Golf von Kalifornien und den Galapagos-Inseln vor.

## Lebensweise
Langschnauzen-Korallenwächter leben in Tiefen von 10 bis 100 Metern und halten sich in Gorgonien und Dörnchenkorallen (Antipatharia) versteckt, wo sie mit ihrer Zeichnung gut getarnt sind. Sie leben in Haremsverbänden, die aus einem Männchen und zwei bis acht Weibchen bestehen. Langschnauzen-Korallenwächter ernähren sich von kleinen Fischen und Krustentieren, die sie in schnellem Vorstoß von ihrer Koralle erbeuten.

## Aquarienhaltung
Langschnauzen-Korallenwächter können gut in Korallenriffaquarien gehalten werden. Sie sollten wie in ihrer natürlichen Umgebung wenigstens teilweise mit Gorgonien bewachsen sein. Am besten hält man ein Paar. Die Haremshaltung in Aquarien normaler Größe scheitert an Aggressionen zwischen den Tieren. Die Fische laichen auch im Aquarium, wobei sie aus dem Wasser springen können. Das Aquarium muss deshalb einen ausreichend hohen Rand haben. Die Fische sollten unbedingt Frostfutter, wie Artemia, Mysis und Krill erhalten, fressen aber auch Granulatfutter. Sie sind wie alle Korallenwächter sehr gefräßig. Leiden sie unter Hunger, so können sie sich an Garnelen und kleinen Fischen wie Riffbarschen der Gattung Chromis vergreifen. Mit ihrem pinzettartigen Maul können sie erstaunlich große Futterbrocken verschlingen. Setzt man neue Fische in das Aquarium ein, so sind die Langschnauzen-Büschelbarsche oft penetrant neugierig oder sogar aggressiv zu den Neulingen. Nach ein bis zwei Tagen lässt dieses Verhalten nach. Wegen ihrer rot-weißen Zeichnung haben sie unter Meerwasseraquarianern den Spitznamen Küchentücher.